# Otta Říha
Otta Říha (21. března 1938 Pelhřimov – 12. července 2017) byl český vysokoškolský pedagog, prorektor Masarykovy univerzity a děkan Pedagogické fakulty Masarykovy univerzity. Zabýval se zejména teorií vyučování matematiky a konstrukční geometrií.

## Život
Habilitoval se v roce 1982 v oboru teorie vyučování matematice.[zdroj?] V letech 1996 až 2001 působil jako děkan Pedagogické fakulty Masarykovy univerzity.
Je autorem řady prací v oborech aplikace matic a konstrukční geometrie.
Je také spoluautorem populárně vzdělávacího programu Československé televize Matematika převážně vážně, vysílaného v letech 1979–1983.

## Ocenění
30. ledna 1996 mu byla udělena Stříbrná medaile MU na návrh tehdejšího rektora MU Eduarda Schmidta. Bylo mu také uděleno zasloužilé členství Jednoty českých matematiků a fyziků.